# Zeus: Master of Olympus
Zeus: Master of Olympus là tựa game chiến lược một người chơi do Impressions Games phát triển và được Sierra Studios phát hành. Trò chơi được coi là một phần bổ sung trong dòng game City Building. Giống như các tựa game trước trong sê-ri, Zeus tập trung vào việc xây dựng và phát triển một thành phố thời cổ đại. Trò chơi có một số thay đổi so với các tựa game trước trong sê-ri, bao gồm lấy bối cảnh thời Hy Lạp cổ đại cũng như những thay đổi đối với một số cơ chế lối chơi; thế nhưng tựa game này được coi là ở hầu hết các khía cạnh rất giống với người tiền nhiệm Caesar III.

## Tổng quan
Zeus lấy bối cảnh là một phiên bản thần thoại của Hy Lạp cổ đại và có nhiều vị thần trong đền thờ thần Hy Lạp và những quái vật huyền thoại trong thần thoại Hy Lạp cổ đại. Trò chơi chọn không miêu tả chính xác bối cảnh lịch sử mà thay vào đó đưa vào các yếu tố dựa trên thần thoại và thuyết sai niên đại.
Người chơi chịu trách nhiệm xây dựng và cai quản cả một thành bang đòi hỏi phải quản lý cơ sở hạ tầng, nông nghiệp, công nghiệp, thương mại, tôn giáo, giải trí và giáo dục, cũng như chiến tranh với các thành phố đối địch. Quái vật trong thần thoại Hy Lạp có dạng thảm họa tự nhiên mà người chơi phải quản lý, thường bằng cách thuê đúng anh hùng. Việc thờ cúng đầy đủ các vị thần Hy Lạp sẽ khiến họ ban phước lành và mang lại lợi ích vật chất cho thành phố của người chơi.
Trò chơi có đồ họa 2D và cung cấp góc nhìn isometric về thế giới trong game. Bảng điều khiển bên và một số menu cho phép người chơi điều hướng bản đồ dễ dàng hơn và quản lý vi mô các khía cạnh khác nhau của chính phủ, chẳng hạn như thuế suất và tiền lương.
Zeus cho phép người chơi lựa chọn chơi một loạt các cuộc phiêu lưu nhiều phần, dựa trên câu chuyện, trong đó phải đạt được một loạt các mục tiêu duy nhất xuyên suốt game, hoặc chơi cái gọi là "chế độ sandbox" qua đó mục tiêu của trò chơi có kết thúc mở hơn và ít dựa trên mục tiêu hơn.

## Đón nhận
| Zeus: Master of Olympus |         |
| --- | ------- |
| Điểm số tổng gộp Nhà tổng gộp Điểm số Metacritic 87/100 [ 9 ] Các điểm số đánh giá Xuất bản phẩm Điểm số 4Players 85% [ 10 ] CGSP [ 7 ] CGW [ 6 ] Eurogamer 9/10 [ 4 ] Game Informer 8.5/10 [ 11 ] Game Revolution B [ 12 ] GamePro [ 2 ] GameSpot 8.6/10 [ 13 ] GameSpy 90% [ 14 ] IGN 9.1/10 [ 5 ] Next Generation [ 15 ] PC Gamer (Hoa Kỳ) 68% [ 16 ] |         |
| Điểm số tổng gộp |         |
| Nhà tổng gộp | Điểm số |
| Metacritic | 87/100  |
| Các điểm số đánh giá |         |
| Xuất bản phẩm | Điểm số |
| 4Players | 85%     |
| CGSP | [ 7 ]   |
| CGW | [ 6 ]   |
| Eurogamer | 9/10    |
| Game Informer | 8.5/10  |
| Game Revolution | B       |
| GamePro | [ 2 ]   |
| GameSpot | 8.6/10  |
| GameSpy | 90%     |
| IGN | 9.1/10  |
| Next Generation | [ 15 ]  |
| PC Gamer (Hoa Kỳ) | 68%     |

Zeus: Master of Olympus nhận được "đánh giá chung là thuận lợi" theo trang web tổng hợp kết quả đánh giá Metacritic. Nhà bình luận IGN là Steve Butts nói rằng anh ấy "đã phải tách [bản thân] ra khỏi [trò chơi này] để viết bài đánh giá." Game nhận được nhiều lời chỉ trích vì cơ chế chiến đấu và chiến tranh của nó.
Jason Samuel của tạp chí NextGen said  nói về tựa game này "Nhìn chung, nó đơn giản hơn, cách chơi được tinh chỉnh và hơn hết là nó rất thú vị".
Trò chơi lọt vào vòng chung kết của giải thưởng "Game Chiến lược của Năm" 2000 của Viện Hàn lâm Nghệ thuật Tương tác & Khoa học, thuộc về Age of Empires II: The Conquerors.
Tháng 5 năm 2012, game này được phát hành lại trên GOG.com cùng với bản mở rộng của nó như một phần của gói Acropolis được xếp hạng 5 sao.
Năm 2018, Alice Bell của Rock, Paper, Shotgun đã đưa Zeus vào sê-ri "Bạn Đã Chơi Chưa" của trang web này, mô tả trò chơi này là "sự cân bằng hoàn hảo giữa vẻ đẹp, độ khó, chi tiết và lối chơi chữ". Cùng một ấn phẩm về sau đã liệt kê tựa game này vào danh sách 20 game quản lý hàng đầu trên PC để chơi vào năm 2021.

## Bản mở rộng

Hình bìa bản mở rộng Poseidon: Master of Atlantis

Như với Pharaoh, bản mở rộng đã được phát hành vào năm 2001, tên là Poseidon: Master of Atlantis. Bản mở rộng bao gồm những cuộc phiêu lưu mới dựa trên những câu chuyện về Atlantis của Plato. Công cụ tạo màn phiêu lưu cũng được đưa vào, mặc dù có cung cấp miễn phí trên trang web Impressions.

### Đón nhận
| Poseidon: Master of Atlantis |         |
| --- | ------- |
| Điểm số tổng gộp Nhà tổng gộp Điểm số Metacritic 84/100 [ 22 ] Các điểm số đánh giá Xuất bản phẩm Điểm số 4Players 80% [ 23 ] CGM [ 24 ] CGW [ 25 ] Game Informer 8/10 [ 26 ] GameSpot 8.5/10 [ 20 ] GameSpy 85% [ 27 ] IGN 8.5/10 [ 21 ] |         |
| Điểm số tổng gộp |         |
| Nhà tổng gộp | Điểm số |
| Metacritic | 84/100  |
| Các điểm số đánh giá |         |
| Xuất bản phẩm | Điểm số |
| 4Players | 80%     |
| CGM | [ 24 ]  |
| CGW | [ 25 ]  |
| Game Informer | 8/10    |
| GameSpot | 8.5/10  |
| GameSpy | 85%     |
| IGN | 8.5/10  |

Poseidon nhận được đánh giá "thuận lợi" theo Metacritic.